# Elektroejakulation
Die Elektroejakulation (auch transrektale Elektroejakulation) ist eine Methode zur Gewinnung von Spermien in der Human- und Veterinärmedizin.
Dabei werden verschiedene Nerven, die für die Auslösung der Ejakulation verantwortlich sind, mit einer in den After eingeführten elektrischen Sonde stimuliert.

## Indikation
Die Elektroejakulation ermöglicht die Gewinnung von Spermien bei Männern, die aufgrund von Anejakulation oder Anorgasmie nicht in der Lage sind, auf herkömmlichem Wege einen Samenerguss zu erreichen. Die gewonnenen Spermien können bei ausreichender Qualität anschließend für eine künstliche Befruchtung herangezogen werden.
Eine weitere besondere Indikation ist die Gewinnung von Spermien zur Kryokonservierung bei jungen Krebspatienten in der Adoleszenz vor der Einleitung einer Strahlen- oder Chemotherapie, wenn die Samengewinnung auf natürlichem Wege durch Masturbation nicht gelingt. Da die Zeugungsfähigkeit durch die Krebstherapie beeinträchtigt werden kann, ist mit den so gewonnenen Spermien im Falle eines späteren Kinderwunsches eine künstliche Befruchtung möglich.
In der Veterinärmedizin und Tierzucht wird die Elektroejakulation zur Samengewinnung vorwiegend bei Säugetieren angewandt, wenn andere Methoden, wie die natürliche Begattung oder der Einsatz einer künstlichen Vagina aufgrund der Umstände unmöglich oder nicht mit vertretbarem Aufwand durchführbar ist.

## Der Eingriff
Im Laufe der Geschichte wurden verschiedene Varianten der Elektroejakulation erprobt, die sich in Art, Anzahl und Positionierung der verwendeten Elektroden, der elektrischen Spannung, der Frequenz und der Dauer der Stimulation teils erheblich unterschieden.
Als derzeit wirkungsvollste Methode hat sich die transrektale Elektroejakulation nach Dr. Stephen W. J. Seager durchgesetzt.
Bei der Elektroejakulation nach Seager wird eine Sonde mit zwei oder drei Elektroden in den After eingeführt, sodass die Elektroden im Bereich der Prostata an der Darmwand zu liegen kommen. Anschließend erfolgt die elektrische Stimulation mit einer Wechselspannung im Bereich von 5 bis 30 Volt (üblicherweise 6–12 Volt) und einer Stromstärke bis ca. 500 Milliampere. In der Regel erfolgt die Stimulation in mehreren Zyklen von einigen Sekunden, wobei die Spannung bei jedem Zyklus erhöht wird, bis Ejakulat aus der Harnröhre abfließt. Der gesamte Eingriff dauert im Durchschnitt 5 Minuten; wird die Stimulation gleich zu Beginn mit einer höheren Spannung durchgeführt, kann es bereits nach wenigen Sekunden zum Samenabgang kommen.
Gelegentlich kommt es bei der Elektroejakulation zu einer vollständigen oder teilweisen retrograden Ejakulation, bei der die Samenflüssigkeit rückwärts in die Harnblase abgestoßen wird. Aus diesem Grund wird die Harnblase vor dem Eingriff mittels Blasenkatheter entleert und mit einer speziellen Flüssigkeit gefüllt. Kommt es trotz mehrfacher Stimulation nicht zu einem sichtbaren Samenabgang, wird die Flüssigkeit aus der Harnblase entnommen und auf vorhandene Spermien überprüft.
Die Elektroejakulation ist sehr schmerzhaft und wird aus diesem Grund meist in Allgemeinnarkose oder Regionalanästhesie durchgeführt. Bei Patienten, die aufgrund einer Querschnittlähmung über keine Schmerzwahrnehmung im Unterleib verfügen, kann der Eingriff auch ohne Anästhesie erfolgen.
Während der Stimulation kommt es meist zu starken Verkrampfungen und Zuckungen der Gesäß-, Bein- und Fußmuskulatur. Die Verkrampfung bestimmter Muskeln wird manchmal auch als Zeichen für die korrekte Lage der Elektrode gewertet.
Bei Patienten, die an einer kompletten oder inkompletten Querschnittlähmung leiden, kann es durch die Elektroejakulation zu einer autonomen Dysreflexie mit starkem Anstieg des Blutdrucks kommen, der mit entsprechender Medikation entgegengewirkt wird.

## Abgrenzung zur erotischen Elektrostimulation
Die erotische Elektrostimulation ist eine Sexualpraktik, bei der Strom zur sexuellen Stimulation eingesetzt wird. Elektroejakulation und erotische Elektrostimulation unterscheiden sich sowohl in der Art der Durchführung als auch in der Wirkungsweise erheblich voneinander.
Bei der erotischen Elektrostimulation werden verschiedene Bereiche der Geschlechtsorgane, wie Penis, Hodensack, Anus oder Damm mit speziellen Reizstromgeräten stimuliert, die wiederholt kurze Impulse (wenige Millisekunden) mit hoher Spannung, aber sehr geringer Stromstärke abgeben. Wird die Stimulation als lustvoll und sexuell erregend empfunden, kann dies zu einem Orgasmus und somit zur Ejakulation führen, die sich jedoch bezüglich der physiologischen Abläufe im Körper nicht von einem gewöhnlichen Samererguss bei anderen Sexualpraktiken unterscheidet, wobei der Orgasmus von manchen Personen durchaus als besonders intensiv erlebt wird.
Bei der Elektroejakulation hingegen werden im Vergleich sehr hohe Stromstärken mit einer Impulsdauer von mehreren Sekunden eingesetzt. Durch die direkte, starke Stimulation der zuständigen Nerven kommt es zu einer rein mechanischen Auslösung des Ejakulationsreflexes.  Dabei kommt es zu keinem sexuellen Lustempfinden. Je nach Lage der Elektrode kann zwar gelegentlich eine Erektion auftreten, diese ist jedoch für den Erfolg des Eingriffes nicht von Bedeutung.

## Kritik
Während die Elektroejakulation an Menschen aufgrund der Schmerzhaftigkeit fast immer in Narkose oder Regionalanästhesie durchgeführt wird, erfolgt der Eingriff bei Zuchttieren häufig ohne jegliche Form der Anästhesie. Dies ist zwar in vielen Ländern bereits gesetzlich verboten, in manchen Ländern jedoch weiterhin erlaubt und gängige Praxis. Zudem wird die Elektroejakulation häufig auch ohne zwingende Indikation angewandt, da sie schneller und einfacher durchzuführen ist, als andere, für das Tier weniger belastende Methoden der Samengewinnung. Tierschützer kritisieren, dass die Tiere dabei unnötigem Leid ausgesetzt werden, und fordern ein Verbot der Elektroejakulation ohne vorherige Betäubung des Tieres.